# Leucophenga maculata
Leucophenga maculata är en tvåvingeart som först beskrevs av Dufour 1839.  Leucophenga maculata ingår i släktet Leucophenga och familjen daggflugor. Arten är reproducerande i Sverige. Inga underarter finns listade i Catalogue of Life.

## Bildgalleri

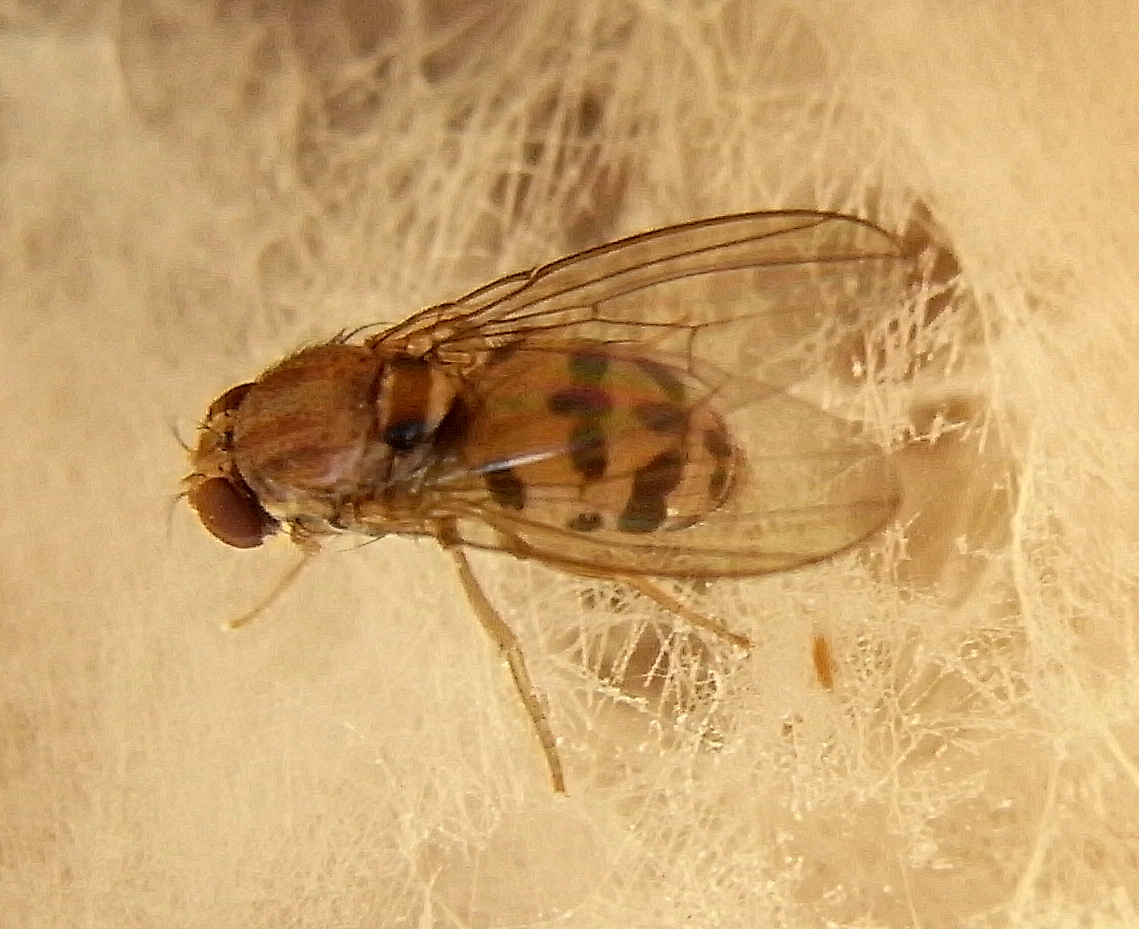